# 현대고등학교 (서울)
현대고등학교(現代高等學校)는 대한민국 서울특별시 강남구 압구정동에 있는 사립고등학교이다. 2009년에 자율형 사립 고등학교로 지정되었다.

## 학교 연혁
- 1978년 4월 29일 : 학교법인 서울현대학원 설립 허가
- 1978년 4월 29일 : 정주영 초대 이사장 취임
- 1984년 3월 15일 : 현대고등학교의 건축 허가를 취득 및 착공
- 1985년 1월 16일: 장정자 제4대 이사장 취임
- 1985년 3월 4일 : 제1회 입학식
- 1985년 3월 4일 : 초대 교장 정희경 취임
- 1985년 5월 3일 : 개교기념식
- 1985년 7월 31일 : 서쪽 40개 교실 증축
- 1988년 2월 12일 : 제1회 졸업식
- 2003년 10월 27일 : 교육정보관 개관
- 2011년 3월 2일 : 자율형 사립고등학교 출범
- 2018년 2월 6일 : 제31회 졸업식
- 2018년 3월 2일 : 제12대 교장 강승원 취임
- 2018년 3월 2일 : 제34회 입학식
- 2025년 5월 3일 : 개교 40주년

## 같이 보기
- 대한민국의 교육

## 참고 자료
- 현대고등학교 - 한국교육학술정보원 학교알리미